# Ambulanzgebühr
Die Ambulanzgebühr (gesetzliche Bezeichnung Behandlungsbeitrag-Ambulanz) ist in Österreich eine Selbstbeteiligung bei der Inanspruchnahme einer Spitalsambulanz, die von dem jeweils zuständigen Krankenversicherungsträger bei den Versicherten erhoben wird. Er wurde zum 1. Jänner 2001 eingeführt und betrug mit ärztlicher Überweisung 150, ohne diese 250 Schilling, im Kalenderjahr jedoch nicht mehr als 1000 Schilling pro Versichertem.
Die Ambulanzgebühr sollte nach Ansicht des österreichischen Gesundheitsministeriums im österreichischen Gesundheitssystem „fehlgeleitete Patientenströme“ von den überlasteten, teureren Ambulanzen hin zum niedergelassenen Bereich umleiten. In ihrer Lenkungsfunktion ähnelt sie der deutschen Praxisgebühr.
Die Ambulanzgebühr wurde nach zwei Entscheidungen des Verfassungsgerichtshofs zum 1. Mai 2003 wieder abgeschafft, unter anderem wegen der ihr zugeschriebenen Wirkung, sozial schwache Patienten von notwendigen Arztbesuchen „abzuschrecken“. Weitere Probleme waren der hohe Verwaltungsaufwand und die vielen notwendigen, aber nicht praktikablen Ausnahmen.
Bis zu 60 % der Patienten in den Ambulanzen waren 2017 auf Selbstzuweisung dort. Deshalb ist eine Wiedereinführung der Ambulanzgebühr Gegenstand der jüngeren rechtspolitischen Diskussion.